# Пиерос Сотириу
Пиерос Сотириу (на гръцки: Πιέρος Σωτηρίου) е кипърски футболист, нападател, който играе за АПОЕЛ.

## Кариера
Юноша е на Олимпиакос (Никозия). От сезон 2009/10 е в първия отбор, който тогава се състезава във втора дивизия. На 19 март 2011 г. прави своя дебют в първа дивизия, като до края на сезона има 6 мача за отбора. В края на сезон 2012/13 печели отличието най-добър млад играч. На 24 декември 2012 г. е потвърден неговия трансфер в АПОЕЛ за сумата от €70 000, но той остава в Олимпиакос до края на сезона. Дебютира на 29 август 2013 г. срещу Зьолте Варегем в плеофен мач за Лига Европа. През 2014 г. печели требъл. Първият му гол за клуба е на 20 септември 2014 г. при победата над Агия Напа.
На 25 април 2017 г. е съобщено, че датския ФК Копенхаген е подписал 5-годишен договор със Сотириу, започващ от 1 юли за необявена сума, но се спекулира за около €2.5 млн.

### Национален отбор
Преминава през младежките формации на страната, а на 10 октомври 2012 г. получава повиквателна за мъжкия отбор за световните квалификации с Норвегия и Словения, но остава на скамейката. Появява се в игра на 14 ноември 2012 г. в приятелската среща с Финландия, загубена с 0:3.

## Отличия

### АПОЕЛ
- Кипърска първа дивизия (4): 2013/14, 2014/15, 2015/16, 2016/17
- Носител на Купата на Кипър (2): 2014, 2015
- Носител на Суперкупата на Кипър (1): 2013

### Индивидуални
Млад футболист на годината (1): 2013